# Рат за бретонско наслеђе
Рат за бретонско наслеђе је био конфликт око наследства војводства Бретање, а 1341. године се претворио у грађански рат и трајао је до 1365. године, када се завршио енглеском победом.

## Прва фаза

### Опсада Рена (1341)
Енглески кандидат за бретонски престо, Иван IV Бретањски у мају 1341. године је опсео Рен, који је на крају био освојен.

### Битка код Шантосоа
14. октобра код града Шантосоа Иван IV Бретањски, кандидат за Бретањски престо био је нападнут од стране другог кандидата Шарла Првог Бретањаског, који је са собом имао више од 7 000 војника. Иванова мала војска није могла да им се одупре и скоро цела је погинула, а Иван, његова жена Жана Фландријска и син Иван V Бретањски је заробљен. Битка се 16. октобра завршила француском победом. Иван је пуштен и затвора тек 1. септембра 1343. године.

### Опсада Анбона
Жана је са својим сином Иваном Петим побегла у град Анбон, који су убрзо у мају 1242. године опсели Французи, Шарла Првог Бртањског. Жана је чекала енглеско појачање из Ореја, али пошто оно није стигло она је са сином напустила град и отишла у Ореј да доведе појачање. Жана се вратила 5 дана касније, а Французи су већ тад освојили долину реке Блаве. Французи су страховито потукли енглезе и у јуну заузели град. После тога Французи су освојили чак и Ореј.

### Битка код Бреста
18. августа 14 ђеновшких плаћеничких валиких галија под вођством Карла Грималдија су код Бреста напали енглеску флоту од 260 малих бродова, који су били под заповедништвом Вилијама де Богуна. Енглези су овог пута били успешни, јер су потопили 11 великих галија, а Ђеновљани само неколико малих бродова.

### Битка код Морлеа
30. септембра 3 500 француза под заповедништвом Шарла Бретањског је опсело енглески град Морле, који су бранили Вилијам де Богун и Роберт III Д'Артоа. Французима је ускоро стигло појачање. 2300 Енглеза су онда морали да се повучу у шуму. Да би измамили Енглезе из шуме Французи су морали да се повуку. Енглези су онда изашли из шуме кренули ка граду, али онда је Шарл наредио својим француским трупама да се врате под градске зидине. Французи су онда дочекали Енглезе и скоро све их побили, док је погинуло 150 Француза. Роберт и Вилијам су се са малим бројем витезова спасли.

### Опсада Рена (почетком 1342)
У пролеће 1342. године французи су опсели Рен и после неколикјо дана су освојили град.

### Опсаде Вана

#### Прва опсада Вана
У марту 1342. године Шарл се појавио пред градском зидинама након пљачкања предграђа и његове околине. Градско веће је одмах почело преговоре о предаји града. Владар града Џефри од Малестроита је био за предају, али веће није. Веће га је протерало и он је отишао французима у Анбон. Французи су 1. маја, 5 дана после Џефриевог одласка почели да продиру у град и освојили га. У граду је побијено између 1 400 и 2 000 енглеских житеља, а они који су заробљени послати су у Париз где су погубљени. Французи су после тога покорили целу Бретању.

#### Друга опсада Вана
Роберт III Д'Артоа, Жана Фландриска, Готије де Мауни, Вилијам де Кадоудал и Ив де Тресигуиди је у октобру са 10 200 Енглеза из града Артоа, после освајања Анбона, дошао у помоћ граду. Већина војске испрва није напала град него само одред Готија и Ива. У помоћ граду је ускоро стигао Оливер IV де Клисон, а Готије и Ив су морали да се повуку. Војсковође Вилијам Монтегу и гроф од Куенфорта су се придружили Енглезима и помогли им да продру у град. Французи су онда почели да беже из града, а већина њих се удавила у оближњој реци. Дан после освајања града Жана се одужила свим војсковођама који су учествовали у ослобођењу града. Остала је тамо 5 дана, а онда се са Готијем вратила у Анбон. Вилијам Монтегу је са Ивом отишао у град Рен који је добио од Жане, а заповедништво над градом добио је Роберт. Рен су убрзо освојили Французи.

#### Трећа опсада Вана
Оливер је у то време освајао провинцију Артоу. Њему се придружио бретањски војвода Роберт II Бомануар. Они су позвали и Шарла да им се придружи, али он је то одбио. Француска војска у којој је било 12 600 људи је 3. новембра стигла под Ван, а Роберт III Д'Артоа, није стигао да скупи војску. Французи су искористили оштећења на градским бедемима и освојили град. Град је опљачкан, а Роберт III Д'Артоа је рањан. После тога је одведен у Лондон на лечење.

#### Четврта опсада Вана
Краљ Енглеске, Едвард III Плантагенет је чуо за то и одлучио је да се освети. Он је са својом краљевском флотом опсео Рен, Ван и Нант. Луис де Ла Серда, принц Кастиље и Антонио Дорија, адмирал Ђенове су као француски плаћеници кренули у помоћ тим градовима. Са 130 бродова они су уништили неколико бродова који су енглезима доносили храну и чак напали енглеске бродове и потопили неколико њих. Едвард је онда наредио повлачење. Пола енглеске флоте је отишло у Анбон, а пола у Брест. 5. децембра Енглези су стигли под Ван. Едвард је том приликом посао свом сину Едварду Црном Принцу да је то најтврђи град у Бретањи. После неколико дана борбе Оливер је заробљен и предат на чување енглеском барону Ралфу од Стафорда.

## Малеструјски мир
У међувремену француски краљ Филип VI Валоа је скупио војску од 50.000 људи под заповедништвом Дофена Жана. Жан се зауставио у Плоермелу. У међувремену 2 легата папе Климента VI (папа 1342 - 1352) успели су да Французе и Енглезе наговоре да склопе мир 19. јануара 1343. године у Малеструи. Мир се завршио 29. септембра 1346. године. Шарл Бретањски није признавао мир, а Иван IV је у марту 1345. године абдицирао и побегао у Енглеску где је и умро 16. септембра исте године. Пре његове смрти у јуну 1345. године Едвард га је послао у Бретању са Вилијамом де Богуном да је освоји, а њима се после недељу дана придружио Томас Дакворд. Заједно су успели да поразе Шарла у бици код Кадорета (код Жослена).

## Друга Фаза

### Битка код Сен-Пол-де-Леона
Битка се одиграла 9. јуна 1346. године код града Сен-Пол-де-Леона и била је прекретница у Рату бретонског наслеђа. Шарл I Бретањски је са око 1 000 витезова напао 180 енглеских војника, под вођством Томаса Дакворда. Битка се убрзо претворила у бег француских витезова. Велики број Француза је погинуо у бици, а само неколико енглеских витезова.

### Битка код Ла-Роша
Шарл је 1347. године, са између 4 000 и 5 000 витезова (то је била највећа војска коју је он икада скупио) опсео град Ла-Рош да би Томаса Дакворда намамио у замку. У ноћ Томас је стиго под опседнити град и напао изненађене Французе и до ногу их потукао.

### Битка Тридесеторице

#### Позадина
Енглеска је била у тешкој финансијској кризи, а сем тога 1348. у Енглеску је дошла Куга (Црна Смрт), па је у јесен 1350. године, склопила мир, али Рат за бретонско наслеђе се наставио. 26. марта 1351. године енглески командант Ричард Бембро је кренуо из Жослена ка француском граду Плоермелу, а француски заповедник Жан IV де Бомануар је из Плоермела, кренуо да освоји Жослен. Свако од њих је имао по 30 витезова. На пола пута између Жослена и Плоермела дошло је до битке. Жан није имао пуну подршку француских житеља Бретање, јер је Жан уз помоћ Новог француског краља Жана Доброг свргнуо Шарла, а Ричард Бембро, је био превише суров и међу енглеским житељима Бретање је био још непопуларнији.

#### Битка
Французи су у бици били храбри и сложни и тако су извојевали победу. Ричард је погинуо са још 9 енглеских витезова, а побијено је 6 Француза. Сви преживели Енглези су заробљени, а Французи су тражили откуп за енглеске заробљенике. Битка није имала никакве велике последице осим што су Французи освојили Жослен. Енглези су се до лета исте године финанасијки опоравили.

### Битка код Морона
Француски команданти Ги II од Неслеа, Жан IV де Бомануар, Ален де Тинтенијац, Жан I де Реук и Ален VII де Роган са још 5 000 Француза покушали да збаце енглеског кандидата за Бретоњски престо малолетног Ивана V, који је био штићеник енглеског краља, и да ослободе из затвора француског кандидата Шарла I Бретањског. Њима су се супротставили енглеки команданти Готије де Бентлеј и Танги ду Шастел са својих 2 000 људи. До битке је дошло код Морона 14. августа 1352. године. У бици је погинуло између 800 и 900 Француза, међу којима је био Ален де Тинтенијац, један од комнданата и између 600 и 700 Енглеза. Коначну победу у бици су извојевали Енглези.

### Француска кампања 1353. године
Овај пораз је послужио као опомена Француској, која је побољшала своје тактике и поново 1353. прешла у напад и освјила градове Сен-Жан-Д'Анжели и Лузињан, али је убрзо дошло до пораза у бици код Комборна.

### Битка код Лез-Ифа
Бертран ду Гесклин је 10. априла 1354. године поразио Енглезе у бици код Лез-Ифа.

### Опсада Рена (1356—1357)
3. октобра 1356. године енглески заповедник Хенри I од Ланкестера је са између 1 500 и 4 000 људи опсео по трећи пут у овом рату град Рен. Хтео је до краја да искористи победу над Французима у бици код Поатјеа 19. септембра 1356. Мислио је да ће, ако победи, убрзати крај рата. Град су бранили Вилијам де Пеноет, Бертран де Сан-Перн и Бертран ду Гесклин. Упркос величини енглеские војске французи су однели победу.

### Битка код Ореја

#### Опсада Ореја
Битку је прадходила енглеска опсада Ореја 1364. године, под командом бретањског војводе Ивана V Храброг, који је са собом повео 3 500 Енглеза. Пошто је енглеска флота блокирала долазак хране у град, владар града је склопио мировни уговор и предао град, осим тврђаве. 27. септембра ка граду је кренуо француски заповедник Шарл I Бретањски са 4 000 Француза, који се налазио у близини града. 28. септембра његове чете су су дошле на леву обалу оближње реке и заузеле позицију испред замка. Иван се уплашио и прешао на десну обалу. Шарл је покушао да преговара, али после неуспеха крануо је за енглеском војском и прешавши реку дошао је на мочварно подручје северно од замка, кртајући се право ка замку, у коме су Енглези пред градском капијом заузели положај.

#### Ток Битке
Борба је почела окршајем енглеских стрелаца и француских самострелаца. Онда су Французи неко време почели жестоко да побеђују Енглезе. моћан племић Џон Чандос у најодлучнији час битке придружио се Енглезима. После страшног покоља Енглеза у бици, и тешких губитака, Француско десно крло је опколило део енглеске војске, ово су искористили остаци енглеске војске и као вихор напали лево француско крило. Сам Шарл је рањен копљем, а онда и заробљен и истог дана је умро од те ране. Француска победа се зачас претворила у пораз.

## Крај Рата
Битке код Ореја означила је крај рата за бретоњско наслеђе, због те битке убедљивом победом Енглеза. Та битка утицала је на француског и енглеског краља, тако да је 1365. године дошло до мира.

## Битке Рата за бретонско наслеђе
| Слика                               | Име битке                             | Датум                                           | Заповедник француске војске                                                                 | Заповедник енглеске војске | Јачина француске војске | Јачина енглеске војске                                        | Француски губици       | Енглески губици                       | Резултат                                                                   |
| ----------------------------------- | ------------------------------------- | ----------------------------------------------- | ------------------------------------------------------------------------------------------- | --- | ----------------------- | ------------------------------------------------------------- | ---------------------- | ------------------------------------- | -------------------------------------------------------------------------- |
|                                     | Битка код Шантосоа                    | 14.-16. октобар 1341.                           | Шарл I Бретањски                                                                            | Иван IV Бретањски | више од 7 000 војника   | мала                                                          | непознати              | велики                                | Француско-бретонска победа                                                 |
|                                     | Опсада Рена (почетком 1342)           | пролеће (опсада је трајала неколико дана) 1341. | непознат                                                                                    | непознат | непозната               | непозната                                                     | непознати              | непознати                             | Француско-бретонска победа                                                 |
| Прва опсада Вана                    | Прва опсада Вана                      | март-мај 1342.                                  | Шарл I Бретањски                                                                            | Џефри од Малестроита | непозната               | непозната                                                     | непознати              | око 2 000 људи погинуло или заробљено | Француско-бретонска победа                                                 |
| Опсада Анбона                       | Опсада Анбона                         | мај-јун 1342.                                   | Шарл I Бретањски                                                                            | Жана Фландриска | непозната               | непозната                                                     | непознати              | непознати                             | Француска победа                                                           |
|                                     | Битка код Бреста (1342)               | 18. август 1342.                                | Карло Грималди                                                                              | Вилијам де Богун | 14 велике галије        | 260 малих бродова                                             | 11 галија              | мали                                  | Енглеска победа                                                            |
| Битка код Морлеа                    | Битка код Морлеа                      | 30. септембар 1342.                             | Шарл I Бретањски                                                                            | Роберт III Д'Артоа, Вијвода од Нортгемптона                                                                                     | Више од 3 500 војника   | 2 300 војника                                                 | 150                    | велики                                | Француска победа                                                           |
|                                     | Опсада Рена (почетак октобра 1342)    | почетак октобра 1342.                           | непознат                                                                                    | Жана Фландријска | непозната               | 10 200 војника                                                | непознати              | непознати                             | Англо-бретонска победа                                                     |
| Друга опсада Вана                   | Друга опсада Вана                     | октобар 1342.                                   | Оливер IV де Клисон, Џефри од Малестроита                                                   | Роберт III Д'Артоа, Жана Фландриска, Готије де Мауни, Вилијам де Кадоудал, Ив де Тресигуиди, Вилијам Монтегу, Гроф од Куенфорта | непозната               | 10 200 војника                                                | велики                 | велики                                | Коначна англо-бретонска победа                                             |
|                                     | Опсада Рена (пред крај октобра 1342)  | пред крај октобра 1342.                         | непознат                                                                                    | Вилијам Монтегу, Ив де Тресигуиди                                                                                               | непозната               | непозната                                                     | непознати              | непознати                             | Француско-бретонска победа                                                 |
|                                     | Опсада Артое                          | пред крај октобра 1342.                         | Оливер IV де Клисон, Роберт II Бомануар                                                     | непознат | 12 600 војника          | мала                                                          | мали                   | велики                                | Француско-бретонска победа                                                 |
| Трећа опсада Вана, скроз доле       | Трећа опсада Вана                     | 3. новембар 1342.                               | Оливер IV де Клисон, Роберт II Бомануар                                                     | Роберт III Д'Артоа | 12 600 војника          | врло мала                                                     | непознати              | велики                                | Француско-бретонска победа                                                 |
|                                     | Опсада Рена (пред крај новембра 1342) | пред крај новембра 1342.                        | Луис де Ла Серда, Антонио Дорија                                                            | Едвард III Плантагенет | 130 бродова             | велика флота                                                  | непознати              | неколико бродова                      | Француско-бретонска победа                                                 |
|                                     | Опсада Нанта                          | пред крај новембра 1342.                        | Луис де Ла Серда, Антонио Дорија                                                            | Едвард III Плантагенет | 130 бродова             | велика флота                                                  | непознати              | неколико бродова                      | Француско-бретонска победа                                                 |
| Четврта опсада Вана, скроз горе     | Четврта опсада Вана                   | 5.-око 10. новембра 1342.                       | Оливер IV де Клисон (заробљен)                                                              | Едвард III Плантагенет | 130 бродова             | дупло мања флота од флоте у бици опсади Рена, крајем новембра | непознати              | неколико бродова је потопљено         | Англо-бретонска победа                                                     |
|                                     | Битка код Кадорета                    | јун 1345.                                       | Шарл I Бретањски                                                                            | Томас Дакворд, Вилијам де Богун                                                                                                 | око 300 војника         | око 500 војника                                               | непознати              | непознати                             | Енглеска победа                                                            |
|                                     | Битка код Сен-Пол-де-Леона            | 9. јун 1346.                                    | Шарл I Бретањски                                                                            | Томас Дакворд | око 1 000 војника       | 180 војника                                                   | велики                 | врло мали                             | Енглеска победа                                                            |
| Битка код Ла-Роша                   | Битка код Ла-Роша                     | ноћ 1347.                                       | Шарл I Бретањски                                                                            | Томас Дакворд | 4 000-5 000             | 1000                                                          | велики                 | мали                                  | Енглеска победа                                                            |
| Битка Тридесеторице                 | Битка Тридесеторице                   | 26. март 1351.                                  | Жан де IV Бомануар                                                                          | Ричард Бембро† | 30 витезова             | 30 витезова                                                   | 6 витезова             | 9 витезова                            | Француска победа                                                           |
|                                     | Битка код Морона                      | 14. август 1352.                                | Ги II од Неслеа, Жан IV де Бомануар, Ален де Тинтенијац †, Жан I де Реук, Ален VII де Роган | Готије де Бентлеј, Танги ду Шастел                                                                                              | 5 000 војника           | 2 000 војника                                                 | 800-900 мртвих војника | 600-700 мртвих војника                | Енглеска победа                                                            |
|                                     | Пад Сен-Жан-Д'Анжелија                | 1353.                                           | непознат                                                                                    | непознат | непозната               | непозната                                                     | непознати              | непознати                             | Француска победа                                                           |
|                                     | Пад Лузињана                          | 1353.                                           | непознат                                                                                    | непознат | непозната               | непозната                                                     | непознати              | непознати                             | Француска победа                                                           |
|                                     | Битка код Комборна                    | 1353.                                           | непознат                                                                                    | непознат | непозната               | непозната                                                     | непознати              | непознати                             | Енглеска победа                                                            |
|                                     | Битка код Лез-Ифа                     | 10. април 1354.                                 | Бертран ду Гесклин                                                                          | непознат | непозната               | непозната                                                     | непознати              | непознати                             | Француска победа                                                           |
| Положај војске за време опсаде Рена | Опсада Рена (1356—1357)               | 3. октобар 1356.-5. јул 1357.                   | Вилијам де Пеноет, Бертран де Сан-Перн, Бертран ду Гесклин                                  | Хенри I од Ланкестера | мала                    | 1 500-4 000 војника                                           | непознати              | непознати                             | Француска победа                                                           |
|                                     | Битка код Бријуза                     | 1361.                                           | непознат                                                                                    | непознат | непозната               | непозната                                                     | непозната              | непозната                             | Вероватно Енглеска победа                                                  |
|                                     | Битка код Мортаина (1362)             | почетак 1362.                                   | непознат                                                                                    | непознат | непозната               | непозната                                                     | непозната              | непозната                             | Француска победа                                                           |
|                                     | Битка код Ливароа                     | почетак 1362.                                   | непознат                                                                                    | непознат | непозната               | непозната                                                     | непозната              | непозната                             | Вероватно Енглеска победа                                                  |
| Битка код Брињеа                    | Битка код Брињеа                      | 6. април 1362.                                  | Жан II да Танкарвил                                                                         | Сегин де Бадфол | 15 000 војника          | више од 12 000 војника                                        | велики                 | мали                                  | Коначна касновенерско-енглеска победа                                      |
|                                     | Битка код Светог Марина де Сеа        | друга половина 1362.                            | непознат                                                                                    | непознат | непозната               | непозната                                                     | непозната              | непозната                             | Енглеска победа                                                            |
| Битка код Ореја                     | Битка код Ореја                       | 29. септембар 1364.                             | Шарл I Бретањски (заробљен)                                                                 | Иван V Бретањски, Џон Чандос | 4 000                   | 3 500                                                         | 1 000                  | непознати                             | Коначна енглеска победа у рату за бретонско наслеђе, који се завршио 1365. |